# Gaizka Toquero
Gaizka Toquero Pinedo (Vitoria-Gasteiz, 9 de agosto de 1984) é um ex-futebolista espanhol, de origem basca.

## Carreira
Toquero teve uma carreira construída toda no futebol espanhol, com maior tempo e identificação junto a torcida do Athletic Bilbão, com mais de 200 aparições.

## Títulos
Alavés
- Vice Copa del Rey: 2016-2017.